# MASTER WORKS
MASTER WORKS（マスター・ワークス）は、マーサインターナショナル株式会社の展開する、日本の腕時計ブランドである。2018年に誕生。
名前の由来は、MASTER（＝匠） WORKS（＝作品）である。
MASTER WORKSの時計はセイコーエプソン社の特別なムーブメントを使用している。
ベルトはイタリア中部ボローニャ郊外の有名時計革バンド専門工房にて、ハンドメイドで作られたもの。表地にはしなやかなイタリアンレザーを、裏地には汗や汚れへの耐久性に優れたアルカンターラを貼り合わせている。
時計の取り付け工程や品質管理は日本で行われている。
全国の時計店で展開しており、様々な時計店オリジナルのモデルの時計も発売している。